# Santa Maria in Valle Porclaneta

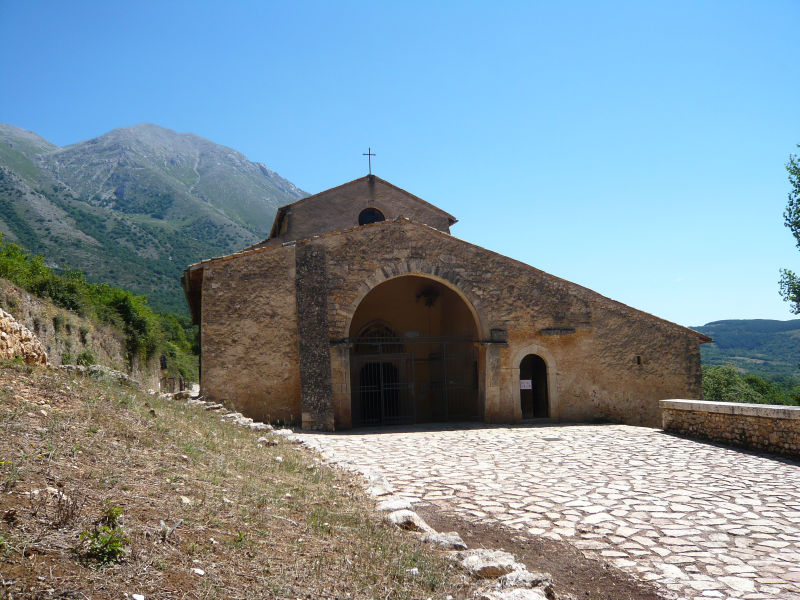

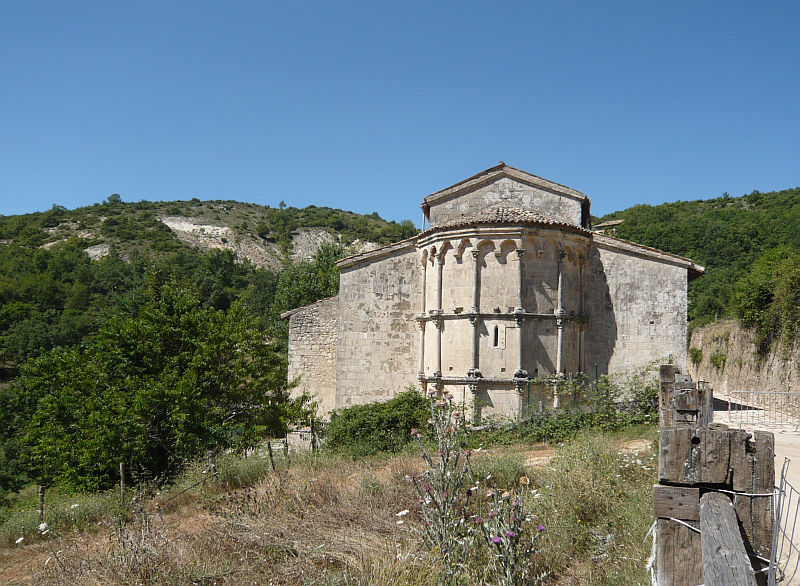

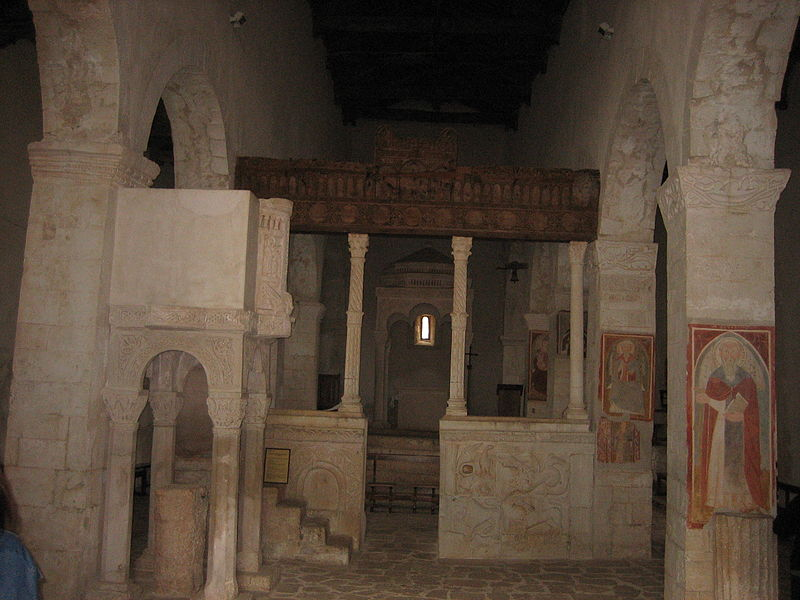

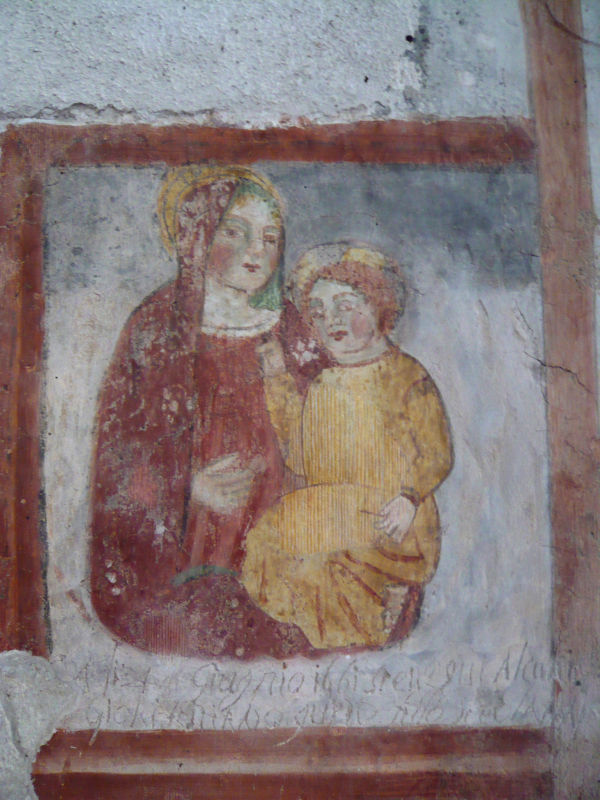

Santa Maria in Valle Porclaneta ist eine abseits gelegene, bedeutende romanische Kirche in den italienischen Abruzzen nahe dem Ort Magliano de’ Marsi (Ortsteil Rosciolo) in der Provinz L’Aquila.

## Geschichte
Die Kirche gehörte ursprünglich zu einer Benediktinerkloster-Anlage. Sie liegt weit außerhalb der Stadt am Ende des Tals. Baumeister war ein Meister Nicolaus. Der Hauptteil der Kirche stammt aus dem 11. Jahrhundert, die Vorhalle ist offenbar jünger. 
Papst Benedikt XVI. besuchte die Kirche gemeinsam mit seinem Bruder Georg Ratzinger anlässlich eines Privatausflugs am 11. August 2011 und betete dort am Abend die Vesper.

## Innenraum
Die Kirche bietet einen ungewöhnlichen und reich ausgestatteten Innenraum. Auffallend sind einige architektonische Unsicherheiten, das Langhaus wurde von ursprünglich sieben auf sechs Joche verkürzt. Dann gibt es einen Anbau im rechten Seitenschiff, der nicht auf die Joche des Mittelschiffs fluchtet. Die Fensterordnung ist dem Raum nicht homogen angepasst.
Die Innenräume bieten eine reiche Ausstattung an Steinplastik. Die Kapitelle greifen antike Schmuckformen wie Eierstab und Zahnschnitt ebenso auf, wie sie figürliche Vorbilder kopieren oder einige Themen mehrfach variieren. Die Gestaltungen sind manchmal von primitiver Archaik, manchmal am Abschluss eines Pfeilers einfach aus mehreren nicht zusammengehörigen Steinen zusammengefügt. In den Säulen wurden antike Schäfte mit mittelalterlichen Resten verbunden. Der Boden wurde nicht begradigt. Im hintersten Teil existiert ein Abstieg zu einer kleinen unterirdischen Grotte mit einem Brunnen.
Hier herrscht eine einzigartige Verschachtelung der Raumteile unterschiedlicher Epochen.

### Kanzel mit zwei Lesepulten
Die Plastik der Kanzel kennt andere Differenzierungsgrade als die der Kapitelle. Treppenaufgang und Kanzelwände sind mit Relieftafeln geschmückt, die Szenen aus dem Leben des Jonas und des David zeigen. Laut Inschrift wurde sie im Jahr 1150 von den Meistern Roberto di Ruggero und Nicodemo da Guardiagrele angefertigt.

### Chorschranke
Die Chorschranke wurde ebenfalls um 1150 geschaffen. Die ursprüngliche Kanzel und Chorschranke sind nach einem Erdbeben zerstört und unvollständig wieder zusammengebaut worden. Bei der Restaurierung im 13. Jahrhundert wurden die vier stützenden Säulen rekonstruiert und die alte Platte der Basis ebenso wieder angebracht wie der seltene geschnitzte Holzarchitrav. Die übrigen Teile sind spätere Zutaten.